# 傑克·比斯利
傑克·比斯利（英語：Jake Beesley；1996年12月2日—）是一位英格蘭足球運動員。在場上的位置是前鋒。他現在效力於英冠球隊黑池。

## 外部連結
- 足球数据库：傑克·比斯利的球员统计数据